# Barbican guifsobalito
Lybius guifsobalito
Espèce
Statut de conservation UICN

 LC  : Préoccupation mineure
Le Barbican guifsobalito (Lybius guifsobalito) est une espèce d'oiseaux de la famille des Lybiidae, originaire d’Afrique.

## Morphologie
C'est un oiseau noir dont la face, la gorge et la partie supérieure de la poitrine est d'un rouge éclatant. Il présente de fines lignes jaunes sur le dessus des ailes. Le bec est fort et noir.
Le Barbican guifsobalito est proche du Barbican à collier (Lybius torquatus) et du Barbican à face rouge (Lybius rubrifacies).

## Répartition et habitat
Cet oiseau vit en Afrique tropicale, dans différentes zones situées entre le sud du Sahara et l'équateur (voir la carte de répartition sur le site WWF Wildfinder.

## Le Barbican quifsobalito et l'Homme

### Statut et préservation
Cet oiseau est classé par l'UICN dans la catégorie LC (préoccupation mineure) du fait de l'importance de son aire de répartition, et de sa population qui semble actuellement en croissance.

#### Photos et vidéos
- Galerie photo sur African Bird Club
- Galerie photo Flickr sur Avibase
- Photos et vidéos de Lybius guifsobalito sur le site IBC (Internet Bird Collection)